# François Cyrille Grand'Eury
François Cyrille Grand'Eury (né le 9 mars 1839 à Houdreville et mort le 22 juillet 1917 à Malzéville) est un ingénieur civil des mines, géologue, paléobotaniste et professeur à l'École des Mines de Saint-Étienne. Il est considéré comme un des premiers avoir proposé l'application de la stratigraphie à l'étude botanique systématique de la flore fossile du Carbonifère.

## Chronologie biographique
1857 : il est reçu quatrième à l'École des Mines de Saint-Étienne.
1859 : il sort de l'École des Mines de Saint-Étienne deuxième de sa promotion. Devenu ingénieur à la compagnie des mines de Roche-la-Molière et Firminy, il fut contraint pour des raisons de santé de renoncer à son activité.
1863 à 1899 : devenu professeur de mathématiques à l'École des Mines de Saint-Étienne, il s'intéresse à la géologie.
1863 : il entreprend une étude systématique de la flore carbonifère du bassin de la Loire, qui est publiée dans les Mémoires de l'Académie des Sciences (1877) et qui lui vaut la croix de chevalier de la Légion d'honneur, décernée à la Sorbonne en 1879,.
1882 à 1890 : il mène une étude systématique du bassin houiller du Gard,,.
1883 : l'Académie lui décerne le prix Bordin.
1885 : Il est nommé correspondant de la section de botanique de l'Académie des sciences de l'Institut de France, à la suite du décès de Joseph Duval-Jouve, grâce à son mémoire sur La flore carbonifère de la Loire et du centre de la France.
1887 : la Société géologique de France publie dans ses Mémoires son troisième grand ouvrage relatif à la formation des couches de houille et du terrain houiller.
1900 : Il obtient un grand prix à l'exposition universelle de 1900.
1903 : Il reçoit le prix Henri Schneider pour les Mines. La Société de l'industrie minérale lui décerne une médaille d'or et le nomme membre honoraire.

## Publications
- François Cyrille Grand'Eury, « Flore carbonifère du département de la Loire et du Centre de la France » (écrit en 1875. 624 p.), Mémoires de l'Académie des sciences de l'Institut de France, t. 24,‎ 1877 (lire en ligne, consulté en mai 2023). .
- François Cyrille Grand'Eury, « Mémoire sur la formation de la houille », Annales des Mines, t. 1, 8e série,‎ 1882, p. 99-184 et 185-292 (lire en ligne, consulté en mai 2023). .
- François Cyrille Grand'Eury, « Formation des couches de houille et du terrain houiller » (197 p.), Mémoires de la Société géologique de France, t. 4, 3e série,‎ 1887 (lire en ligne [PDF], consulté en mai 2023). .
- François Cyrille Grand'Eury, Géologie et paléontologie du bassin houiller du Gard, Saint-Étienne, impr. Théollier et Cie, 1890, 354 p. (lire en ligne).